# Карахамза (вилает Одрин)
Вижте пояснителната страница за други значения на Карахамза.
Карахамза (на турски: Karahamza) е село в община Мерич, област Одрин, Турция. То е едно от многобройните села в Източна Тракия населено изцяло от помаци.

## География
Село Карахамза се намира на разстояние 71 километра от областния център Одрин и на 14 километра от общинския център Мерич.

## История
В XIX век Карахамза е гръцко село в Узункьоприйска кааза в Одринския вилает на Османската империя. Според „Етнография на вилаетите Адрианопол, Монастир и Салоника“, издадена в Константинопол в 1878 година и отразяваща статистиката на населението от 1873 година, Кара-амза (Cara-amza) има 30 домакинства и 150 жители гърци.
Според статистиката на професор Любомир Милетич в 1912 година в селото живеят 40 гръцки семейства.
Гърците се изселват в Гърция по силата на Лозанската спогодба за размяна на населението между Турция и Гърция от 1923 г. На мястото на изселените гърци се заселват около 60 семейства помаци, те изселени от село Шурдилово (Драмско).

## Култура
Културата на местното население е автентична с тази на помашките села от Чеча. Възрастните пазят майчиният си език наричан от тях Помашки. За разлика от тях обаче, младежта не говори езика на родителите си. Както в Чеча, така и в Карахамза традиционното ястие си остава Родопският качамак.

## Население
Населението бързо намалява след 1985 година. През тази година то е около 750 души, след това голяма част от младите хора се преместват да живеят в Истанбул. В днешни дни в селото са останали само възрастните хора, пазещи традициите и обичаите, пренесени от Родопите. През 2000 година са отчетени 173 жители. Младите се връщат за почивка през лятото, след това отново отпътуват за Истанбул.